# Bānsdīh
Bānsdīh är en ort i Indien.   Den ligger i distriktet Ballia och delstaten Uttar Pradesh, i den nordöstra delen av landet, 800 km öster om huvudstaden New Delhi. Bānsdīh ligger 68 meter över havet och antalet invånare är 21 457.
Terrängen runt Bānsdīh är mycket platt. Runt Bānsdīh är det mycket tätbefolkat, med 1 221 invånare per kvadratkilometer. Närmaste större samhälle är Ballia, 15,7 km söder om Bānsdīh. Trakten runt Bānsdīh består till största delen av jordbruksmark.